# Doomguy
Il Doomguy, anche noto come Doom Marine, o Doom Slayer nel reboot, è il protagonista della serie di videogiochi Doom creata da id Software, inclusi vari spin-off. In quasi tutti i giochi non parla mai e sembra non avere nome; doomguy in inglese è traducibile come "tizio del Destino" (o "tizio distruttivo", dato che "doom" significa "rovina, distruzione" in inglese). Considerato un protagonista e un personaggio simbolico e iconico, la rappresentazione originale del Doomguy non ha una personalità definita e descrive a malapena un personaggio predefinito. Secondo il designer John Romero, è destinato a rappresentare "il giocatore stesso". Nel 2017, Romero ha dichiarato di essere il modello originale del personaggio per la copertina.

## Concezione e creazione
Il marine non viene chiamato per nome nel gioco; nei romanzi viene indicato come "Flynn Taggart". Il co-progettista del gioco originale John Romero disse che questo è stato pensato per aumentare l'immersione del giocatore. Romero affermò: "Non c'è mai stato un nome per il [Doom] marine perché dovrebbe essere [il giocatore]". La sceneggiatura originale di Tom Hall, "The Doom Bible", descriveva diversi personaggi pianificati, tutti inutilizzati nella versione finale. L'unico personaggio non giocabile, Buddy Dacote, portava le somiglianze con il protagonista finale del gioco originale. "Dacote" è l'acronimo di "Dies at conclusion of this episode" (Muore alla fine di questo episodio), e Buddy avrebbe dovuto essere ucciso da un boss alla fine del terzo episodio. Nel prodotto finito, questo accade quasi al Marine nel livello finale del primo episodio, ma continua la sua avventura. Nel 2018, John Romero e Tom Hall hanno confermato su Twitter che Doomguy è il figlio del protagonista di Commander Keen Billy Blaze e pronipote del protagonista della serie Wolfenstein William "B.J." Blazkowicz.

## Biografia
Il background del personaggio è molto limitato: il manuale di Doom lo presenta come un soldato del corpo dei Marine, inviato su Marte come punizione per aver aggredito un superiore dopo aver ricevuto l'ordine di sparare su dei civili disarmati. In Wolfenstein RPG, viene inteso che il Marine sia un discendente di William "B.J." Blazkowicz: quando Blazkowicz sconfigge il Cyberdemone (qui chiamato "Harbinger of Doom"), la creatura dichiara che tornerà in futuro per affrontare i suoi discendenti.
In Doom 3 Il marine è arrivato da poco su Marte ed è il nuovo membro del distaccamento inviato sul pianeta; il suo passato rimane un mistero se non che detiene il grado di caporale (con cui viene poi chiamato dai vari personaggi) e che è stato inviato per sostituire uno dei marine scomparsi misteriosamente. Nell'espansione Doom 3: Resurrection of Evil è un ingegnere di combattimento addestrato per azionare un dispositivo di manipolazione remota noto come "Levitatore al plasma ionizzato". Fa parte di un distaccamento sotto il comando della Dr.ssa Elizabeth McNeil, inviata per investigare sulla struttura dell'UAC su Marte a seguito dell'invasione dei demoni. Mentre investiga sulle antiche rovine di Marte, il Marine trova e tocca l'artefatto noto come "Cuore dell'Inferno", il quale rilascia un'onda di energia che disintegra il resto della sua squadra e apre un altro portale per l'Inferno sotto la base UAC.
Nei romanzi ispirati a Doom, il protagonista ha il nome di Flynn "Fly" Taggart. Il suo passato è simile a quello del protagonista del gioco originale, essendo stato retrocesso dopo aver disobbedito al comando di salvare alcuni dei suoi compagni. È un combattente veterano di guerre infuriate sulla Terra per le sue risorse rimanenti, tra cui una tra Stati Uniti e Russia. Dopo essere arrivato su Marte, si rassegna al suo destino di "guardia di sicurezza glorificata", ma mentre si trova qui diventa amico di altri marine come Maria Moraetes, una marine con un destino simile al suo.
Nei romanzi ispirati a Doom 3, il nome del marine è John Kane. Durante l'invasione infernale, Kane è costretto a prendere il comando di molti dei marine sopravvissuti nonostante sia stato spogliato dal suo grado. Combatte i demoni da solo o con altri marine. È raffigurato come compassionevole per i suoi compagni sopravvissuti, lavorando per salvare il bambino Theo e i dannati all'inferno. Dopo essersi offerto volontario per entrare nell'Inferno per recuperare il cubo dell'anima, Campbell viene mostrato molto impressionato da lui. Kane e Maria iniziano a legarsi romanticamente l'uno con l'altra. Durante la fine di Doom 3: Maelstrom, la gamba di Kane viene spazzata via ed è ammirato come "l'uomo che salvò Mars City".
Nel film, l'ipotetico Doomguy sarebbe John "Reaper" Grimm (interpretato da Karl Urban).
Nel reboot il Doomguy viene chiamato dalle forze dell'Inferno Doom Slayer. Si dice che sia un antico guerriero e unico membro superstite di un ordine di cavalieri noto come le Sentinelle della Notte, incaricato di proteggere la loro casa e le loro divinità, gli Spettri, dall'Inferno. Il Doom Slayer era considerato particolarmente speciale, poiché gli era stata data l'abilità di assorbire le anime di coloro che uccise dai serafini.

## Aspetto e personalità

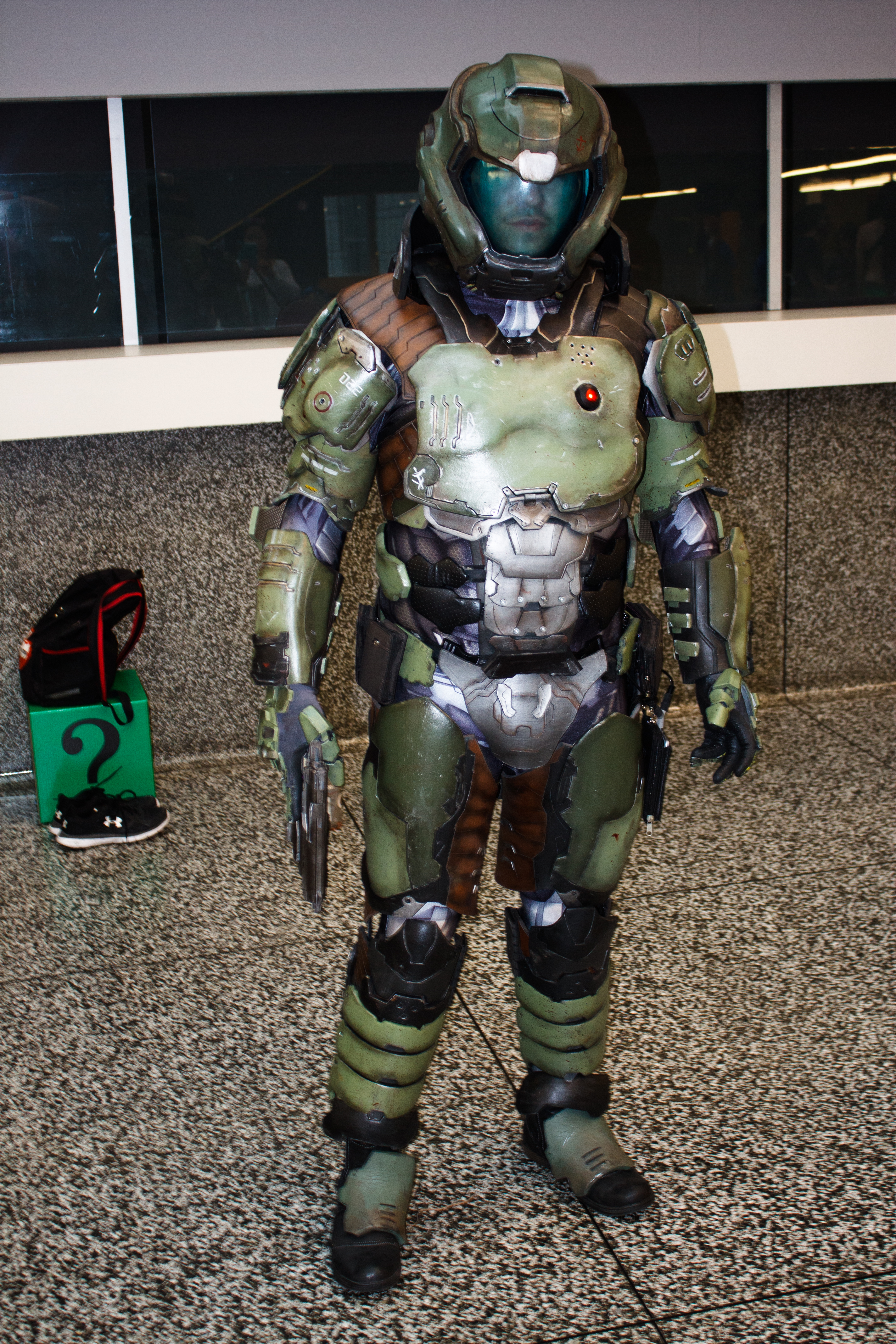
Cosplay del personaggio basato su Doom (2016)

### Doom,Doom II,Final DoomeDoom 64
L'immagine del Doomguy è vista sullo HUD di Doom, Doom II e Final Doom. Una parte della sua faccia è visibile nella copertina del videogioco Doom II. È visibile interamente in una immagine al termine dell'episodio 4, che rivela il Doomguy come essere un uomo piuttosto robusto, con capelli marroni molto corti e occhi neri. Nella modalità multigiocatore, tutti i marine spaziali portano lo stesso fucile e hanno lo stesso aspetto (armatura verde o di diverso colore per differenziarsi e casco grigio). In Doom 64 è meno muscoloso, con un'armatura nera leggermente modificata, un elmetto nero con un'antenna e una visiera blu. Il Marine esprime poca emozione per l'orrore che si svolge intorno a lui, mantenendo uno sguardo severo e vigile.

### Doom 3e film
In Doom 3, il Doomguy mantiene la sua corpulenza, l'armatura verde, ma si differenzia per il colore dei capelli (neri) e per la mancanza del tipico casco grigio. Rimane in silenzio per tutto il tempo e viene ritratto come un duro senza paura, anche se prima della battaglia contro il Cyberdemon fa un passo indietro terrorizzato dal nuovo nemico. In Resurrection of Evil il Doomguy è rappresentato come un Marine calvo dagli occhi marroni, Indossa un'armatura blu scuro e sembra più vecchio di quello precedente. Questa versione sembra più simile a un antieroe, dato che sembra trarre piacere dall'uso del manufatto chiamato Cuore dell'Inferno, uccidendo quasi tutti nella base.
Nel film di Doom, John Grimm, detto Reaper, è somigliante al protagonista di Doom 3, pur avendo una struttura meno corpulenta. Reaper indossa un tipo di armatura somigliante a quello usato dalle squadre SWAT, a differenza della rappresentazione standard verde con casco.

### Reboot
Contrariamente alle precedenti incarnazioni, nel reboot il Doom Slayer è più vagamente caratterizzato: non viene mai visto né sentito, all'inizio del gioco mostra un colorito della pelle caucasico e un fisico muscoloso. Tuttavia, gli occhi e il naso possono essere resi visibili attraverso la visiera del suo casco sulla scatola del gioco, il visualizzatore del modello 3D e la sua apparizione dei Quake Champions.
Il suo volto è parzialmente visibile all'inizio di Doom Eternal e per intero al termine del Dlc "The ancient gods parte 2".
Presenta un design diverso da quello del concept art, infatti ha occhi verdi, capelli corti castani e una mandibola pronunciata.
Sempre in Doom Eternal è possibile sentirlo parlare in due occasioni:  Durante un flashback e al termine del precedente citato Dlc. Sfortunatamente molte righe di dialogo del personaggio sono state tagliate dalla versione finale del gioco, infatti originariamente il Doom Slayer avrebbe dovuto parlare molto di più.

## Altre apparizioni
Il personaggio è giocabile nel videogioco Quake III Arena sempre della Id Software, in cui è presente anche nei colori rosso e blu delle squadre del gioco ed anche con il modello Phobos (simile al Doomguy ma con la tuta arancione). I due modelli hanno anche due bot (giocatori dotati di intelligenza artificiale) con gli stessi nomi.
Doomguy appare anche in Quake Champions, anch'esso uno sparatutto di Id Software.

## Accoglienza
Il personaggio è stato accolto con favore dalla critica, ricevendo giudizi positivi in quanto considerato un efficace protagonista silenzioso.